# Ergavia endeoasta
Ergavia endeoasta är en fjärilsart som beskrevs av Louis Beethoven Prout 1917. Ergavia endeoasta ingår i släktet Ergavia och familjen mätare. Inga underarter finns listade i Catalogue of Life.